# Roberto Cherro
Roberto Eugenio Cherro (Buenos Aires, 23 de fevereiro de 1907 – 11 de outubro de 1965) foi um antigo futebolista argentino que atuou como atacante.

## História

### Clubes
Cherro nasceu no bairro Barracas, no subúrbio de Buenos Aires; começou no Sportivo Barracas em 1924, e logo foi para o Ferro Carril Oeste, sendo que ambos militavam na Primera División Argentina. Em 1925, com apenas 18 anos já desfilava a sua técnica e marcava os seus gols com a camisa do Boca Juniors, onde atuaria até 1938. Em 270 partidas pelos xeneizes, Cherro marcaria 202 gols, sendo por muito tempo o maior artilheiro da história do Boca, mas existe uma grande polêmica já que os dados do amadorismo argentino não são confiáveis e seu companheiro de ataque a partir de 1931, Francisco Varallo, que chegou justamente uma temporada antes do advento do profissionalismo tem todos os seus 182 gols registrados. Esse fato gera polêmica entre os estudiosos e aficcionados do clube. Parte da polêmica se encerrou em 2010, quando Martín Palermo superou em gols os números de Cherro.
Pelo Boca Juniors seria por cinco oportunidades campeão argentino, em 1926, 1930, 1931, 1934 e 1935 além de ser por cinco ocasiões goleador da competição. Recebeu o cognome de Cabecita de oro pelos seus precisos cabeceios.

### Seleção Argentina
Cherro participou da Copa do Mundo FIFA de 1930, realizada no Uruguai,participando da primeira partida dos argentinos em um mundial, contra os franceses, mas teve uma crise de pânico na véspera da segunda partida contra o México devido ao clima extremamente hostil que os argentinos encontraram em Montevidéu, sendo substituído por Guillermo Stábile, que acabaria sendo o artilheiro da competição.
Pela Seleção Argentina foram 16 partidas e 13 gols entre 1926 e 1937, tendo sido campeão da Copa América (na época Campeonato Sul-Americano) em 1929 e 1937. Além de ter presenciado a derrota argentina no primeiro mundial Cherro também foi medalha de prata no torneio de futebol dos Jogos Olímpicos de 1928 contra os mesmos uruguaios. A vingança contra os rivais viria em 5 de fevereiro de 1933, quando Cherro marcou os 4 gols da vitória argentina por 4 a 1.